# 何钜华
何钜华（？—），广东佛山人，中国男子篮球运动员，原中国国家男子篮球队成员。1972年进入广东省篮球队，1977年入选国家队，曾参加1978年男篮世锦赛，1984年退役。1999年与广东太极盾实业发展有限公司联合发起创办广州太极盾国手篮球运动中心。